# Penares scabiosus
Penares scabiosus är en svampdjursart som beskrevs av Desqueyroux-Faúndez och van Soest 1997. Penares scabiosus ingår i släktet Penares och familjen Ancorinidae.
Artens utbredningsområde är havet kring Galapagosöarna. Inga underarter finns listade i Catalogue of Life.